# Velleia (plant)
Velleia is een geslacht van bedektzadigen uit de familie Goodeniaceae. De soorten uit het geslacht komen voor in de Australische deelstaten Queensland en New South Wales.

## Soorten
- Velleia arguta R.Br.
- Velleia connata F.Muell.
- Velleia cycnopotamica F.Muell.
- Velleia daviesii F.Muell.
- Velleia discophora F.Muell.
- Velleia exigua (F.Muell.) Carolin
- Velleia foliosa (Benth.) K.Krause
- Velleia glabrata Carolin
- Velleia hispida W.Fitzg.
- Velleia lyrata R.Br.
- Velleia macrocalyx de Vriese
- Velleia macrophylla (Lindl.) Benth.
- Velleia montana Hook.f.
- Velleia panduriformis A.Cunn. ex Benth.
- Velleia paradoxa R.Br.
- Velleia parvisepta Carolin
- Velleia perfoliata R.Br.
- Velleia pubescens R.Br.
- Velleia rosea S.Moore
- Velleia spathulata R.Br.
- Velleia trinervis Labill.